# 巴伊拉米奇
巴伊拉米奇是土耳其的城鎮，由恰納卡萊省負責管轄，位於該國西部，距離首府恰納卡萊約45公里，面積1,284平方公里，海拔高度106米，2011年人口13,476。

## 外部連結
- District governor's official website （页面存档备份，存于） （土耳其文）
- Road map of Bayramiç and environs[永久]
- Various images of Bayramiç, Çanakkale （页面存档备份，存于）

39°48′46″N 26°36′36″E / 39.81278°N 26.61000°E